# Міжнародна конвенція про пошук і рятування на морі

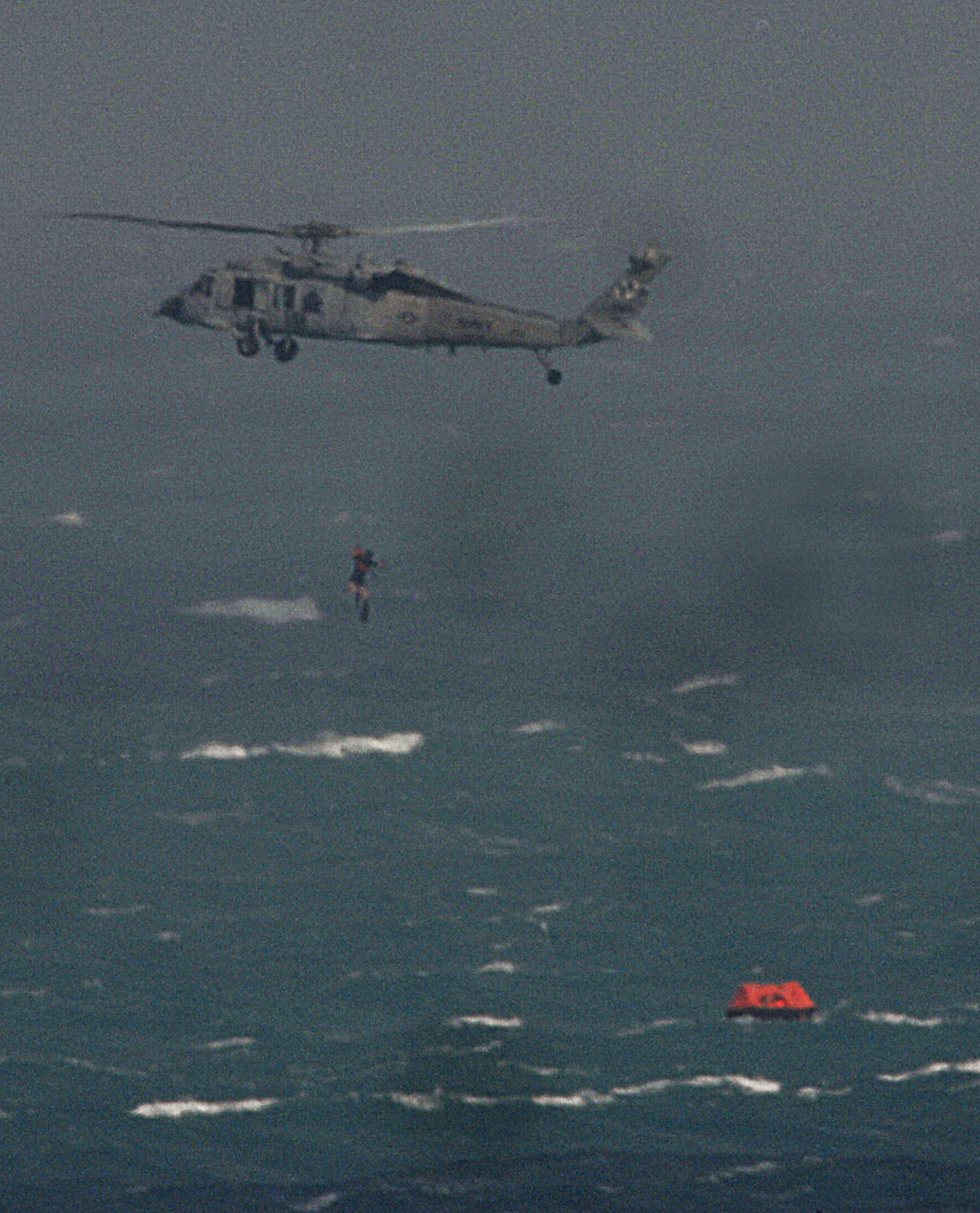
Конвенція SAR охоплює пошук і порятунок на морі, як показано тут у порятунку тих, хто вижив у корабельній аварії

Міжнародна конвенція про пошук і рятування на морі (Конвенція SAR) є конвенцією з безпеки на морі Міжнародної морської організації. Набрала чинності 22 червня 1985 року. Конвенція є частиною правової бази, що охоплює пошук і рятування на морі.
Конвенція SAR була прийнята 27 квітня 1979 року. Вона набрала чинності 22 червня 1985 року.
Конвенція була змінена резолюціями ІМО MSC.70(69) і MSC.155(78). Ці відповідні зміни відбулися у 1998 та 2004 роках відповідно.

## Зміст
Конвенція SAR охоплює скоординований пошук і порятунок на морі, включаючи організацію рятувальних служб повітря-море. Метою конвенції було забезпечення узгоджених стандартизованих процедур SAR у всьому світі.
Вона встановлює регіони SAR (SARR), щоб дозволити прибережним державам координувати надання SAR. Містить створення 13 окремих зон SAR Світового океану.
Він також передбачає створення координаційних центрів рятувальних служб по всьому світу для контролю за операціями SAR.

## Ратифікація
Станом на жовтень 2022 року учасницями Конвенції були 114 країн.